# Bois-de-Céné
Bois-de-Céné település Franciaországban, Vendée megyében. Lakosainak száma 2215 fő (2022. január 1.). Bois-de-Céné Villeneuve-en-Retz, Machecoul-Saint-Même, Paulx, Bouin, Châteauneuf, La Garnache és Saint-Gervais községekkel határos.

## Népesség
A település népességének változása:
| Lakosok száma | 1903 | 1962 | 2024 | 2001 | 2024 | 2048 | 2103 | 2159 | 2215 |
|               | 2013 | 2015 | 2016 | 2017 | 2018 | 2019 | 2020 | 2021 | 2022 |